# Bernardo Ernesto Lechner
Bernardo Ernesto Lechner (Buenos Aires, 1969) es un micólogo argentino.
En 1992, se graduó en la Universidad de Buenos Aires como Lic. en Cs. Biológicas y en 2002 como Dr. en Cs. Biológicas en la misma Universidad. También fue profesor de la Universidad Nacional de General San Martín y actualmente se desempeña como profesor en la Facultad de Ciencias Exactas y Naturales, Universidad de Buenos Aires.

## Algunas publicaciones
- romano g. Matías, alina g. Greslebin, bernardo e. Lechner. 2014. Resultados preliminares de un relevamiento de Agaricales asociados a manejo forestal en bosques de Nothofagus de la Patagonia Argentina. XIII Congreso Argentino de Micología: 1º Reunión de la Asoc. Micológica Carlos Spegazzini. CABA
- b.e. Lechner, j.e. Wright, e.o. Albertó. 2005. The genus Pleurotus in Argentina: mating tests. Sydowia 57 ( 2) : 233 - 245. ISSN 0082598
- e.o. Albertó, b.e Lechner, j.e. Wright. 2004. The genus Pleurotus in Argentina. Mycologia 96 ( 4 ): 849 - 857
- bernardo e. Lechner, ronald Petersen, mario Rajchenberg, edgardo Albertó. 2002. Presence of Pleurotus ostreatus in Patagonia, Argentina. Rev. Iberoam. Micol. 19 (2): 111-4